# Wanted (telessérie de 2005)
Wanted é uma série de televisão policial americana transmitida em horário nobre pela rede TNT em 2005. A série foi criada por Louis St. Clair e Jorge Zamacona, e produzida por Aaron Spelling, E. Duke Vincent e Jorge Zamacona.

## Sinopse
O show segue um grupo de trabalho elite, com os membros retirados dos diferentes ramos da aplicação da lei (DEA, marechais de Estados Unidos, LAPD, ATF, FBI), eles rastreiam 100 fugitivos mais procurados de Los Angeles e lutam para equilibrar seu trabalho e vida pessoal.

## Elenco
- Gary Cole.....Lt. Conrad Rose
- Ryan Hurst.....Agente de campo da ATF Jimmy McGloin
- Josey Scott.....Rodney Gronbeck
- Joaquim de Almeida.....Capitão Manuel Valenza
- Benjamín Benítez.....Agente especial do FBI Tommy Rodriguez
- Alex Fernandez......Max Rubio
- Rashida Jones.....Detetive Carla Merced
- Brendan_Kelly.....Oficial do DEA Joe Vacco
- Vince Lozano......Ozzie Devine
- Dedee Pfeiffer.....Lucinda Rose
- Karen Sillas.....Mariah Belichek
- Lee Tergesen.....Eddie Drake
- Dimitri Diatchenko.....Dar Sitska